# Romain Grosjean
Romain Grosjean (Genebra, 17 de abril de 1986) é um automobilista franco-suíço que atuou na Fórmula 1 em 2009 e entre 2012 e 2020 pelas equipes Renault, Lotus e Haas. Recentemente competiu na IndyCar Series, estreando em 2021 pela equipe Dale Coyne Racing, passando pelas equipes Andretti Autosport e Juncos Hollinger Racing.
Foi campeão da Fórmula 3 Euro Series em 2007 e campeão das categorias GP2 Asia Series e GP2 Series em 2011. Foi o primeiro piloto bicampeão da GP2 asiática e o único a ter os títulos da GP2 asiática e GP2 principal simultaneamente.
Nascido e criado na Suíça, Grosjean corre com licença de piloto da França. Ele fez sua estreia na Fórmula 1 no Grande Prêmio da Europa de 2009 pela equipe Renault. Após não disputar a temporada de 2010, Grosjean retornou para a Fórmula 1 em 2012 com a Lotus, juntamente com Kimi Räikkönen. Ele também venceu a Corrida dos Campeões, a final foi contra Tom Kristensen. Em 2020, sofreu um acidente cinematográfico no Grande Prêmio do Barém, onde teve o carro incendiado, saindo vivo mas com queimaduras nas mãos e tornozelos.

## Biografia
Grosjean nasceu em Genebra , Suíça. Ele nasceu de pai suíço e mãe francesa. Ele é bisneto de Edgar Brandt, designer de armas e fundador da Brandt. Ele também é neto do esquiador Fernand Grosjean, medalhista de prata no slalom gigante no Campeonato Mundial de Esqui Alpino de 1950 em Aspen.
Além de piloto, Grosjean tem um emprego em um banco na sua cidade natal, Genebra. Em 2008, começou um relacionamento com a repórter Marion Jolles, que trabalha no canal francês de televisão TF1 na área de esportes a motor. Casaram-se em Chamonix no dia 27 de junho de 2012. Possui três filhos: Sacha, nascido em 2013, Simon, nascido em 2015 e Camille, nascida em 2018. Seus três filhos ajudaram a elaborar o design do capacete que Romain usou em sua estreia na IndyCar em 2021.
Grosjean gosta de cozinhar, e revelou em entrevista que quase trocou o automobilismo por uma carreira como chef de cozinha após deixar a F1 pela primeira vez em 2010. Ele chegou a frequentar uma escola de culinária, mas foi considerado "muito velho" e não foi aceito. Em 2017, Grosjean e sua esposa lançaram juntos um livro de receitas.

## Carreira
Grosjean venceu todas as dez provas do campeonato da Fórmula Renault Suíça 1.6 de 2003 e passou a competir pelo campeonato da Fórmula Renault Francesa em 2004. Foi sétimo na primeira temporada e campeão, em 2005, com dez vitórias. Grosjean também apareceu na Fórmula Renault Eurocup e terminou no pódio duas vezes em Valência.
Com seus resultados e potencial na Fórmula Renault, Romain entrou para o programa de desenvolvimento de pilotos da Renault para continuação da sua carreira.

### Fórmula 3
Grosjean fez sua estreia na Fórmula 3 no Grande Prêmio de Macau de 2005, substituindo Loïc Duval na Signature-Plus. Ele se classificou em 19º e terminou em nono, superando os companheiros de equipe Fábio Carbone e Guillaume Moreau.
Ele fez uma temporada completa na Fórmula 3 Euro Series de 2006, mas teve um ano difícil, conquistando apenas um pódio e terminando o ano em 13º. Em sua participação única no Campeonato Britânico de Fórmula 3, ele começou na pole position para ambas as corridas em Pau, venceu ambas e marcou a volta mais rápida em cada uma.
Ele permaneceu na Fórmula 3 Euro Series em 2007, mas mudou-se para a equipe ASM, pela qual Jamie Green, Lewis Hamilton e Paul di Resta ganharam os três títulos anteriores. Sébastien Buemi liderou o campeonato nos estágios iniciais, mas Grosjean o ultrapassou ao vencer na nona corrida da temporada em Mugello. Ele manteve a liderança na classificação daquele ponto em diante e conquistou o título na rodada final do ano com uma corrida a menos.
Grosjean conquistou a pole position para a prestigiosa corrida Masters of Formula 3 em Zolder, mas terminou em 14º após parar na largada.

### GP2 Series
Grosjean correu pela ART na temporada inaugural da GP2 Asia Series ao lado de Stephen Jelley, vencendo as duas corridas da primeira rodada do campeonato. Ele venceu o campeonato com quatro vitórias e sessenta e um pontos no geral.

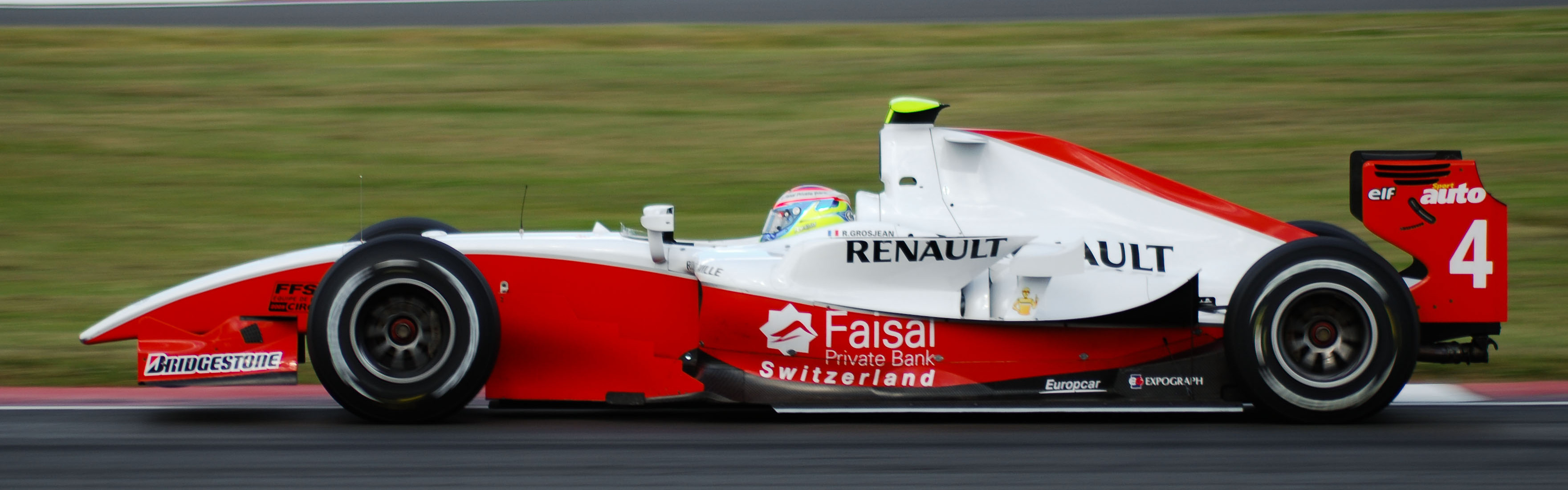
Grosjean na GP2 em 2008

Ele ficou com a equipe ART Grand Prix para a GP2 Series de 2008. Seus companheiros de equipe foram Luca Filippi e Sakon Yamamoto. Na primeira rodada no Circuito da Catalunha, Grosjean começou em 11º após problemas de motor na qualificação. Ele subiu no grid para terminar em quinto na corrida principal, ficando em quarto no grid para a corrida curta. Depois de uma boa largada, Grosjean subiu para o segundo lugar e então passou Kobayashi para a liderança. Mas Grosjean cometeu um erro em uma reinicialização tardia e Kobayashi tentou ultrapassá-lo novamente para a liderança. Grosjean cruzou Kobayashi para manter a posição, mas seu movimento foi considerado ilegal pelos comissários, que deram a ele uma penalidade de drive through, deixando-o em 13º no final da corrida. A vitória na sprint em Istambul, a quarta rodada da temporada, colocou Grosjean em segundo lugar no campeonato. Apesar de cair dessa posição, ele terminou a temporada em quarto, apenas um ponto abaixo de Lucas di Grassi, e alcançou a distinção de ser o novato mais bem colocado no campeonato.
O campeão da Fórmula 3 Euro Series de 2008, Nico Hülkenberg, juntou-se a Pastor Maldonado na ART em 2009, forçando Grosjean a sair da equipe. No entanto, a Renault o colocou na equipe campeã de 2008, Campos Grand Prix, agora conhecida como Barwa Addax. GP2 Asia Series Engatou três pódios em sequência, com dois deles sendo vitórias na corrida de abertura na Catalunha e na corrida 1 em Mônaco. Mas não voltou aos pódios, tendo pontuado novamente em mais quatro etapas e ficado fora da zona de pontuação em outras cinco. Grosjean estava no meio de uma disputa pelo título da GP2, mas teve que abandoná-la após a rodada da Hungria. Ele terminou em quarto na classificação do campeonato, sendo superado por Lucas di Grassi, terceiro colocado, Vitaly Petrov, vice-campeão e Nico Hülkenberg, que foi o campeão.

### Fórmula 1

#### 2009: Estreia na Renault

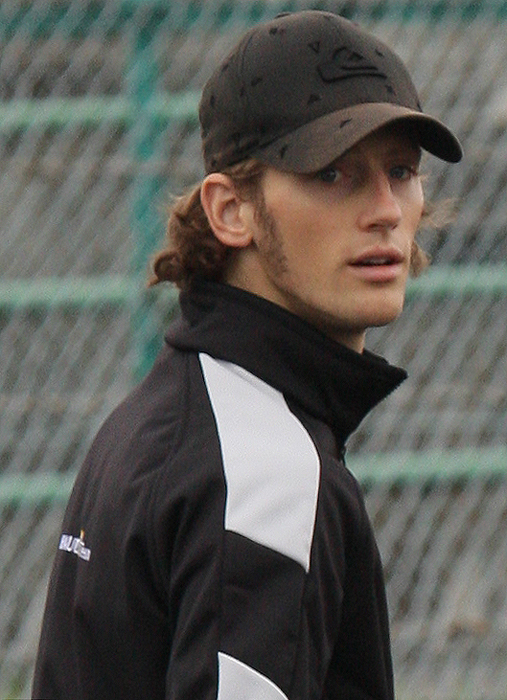
Grosjean em 2009

Grosjean chegou à Fórmula 1 no meio da temporada de 2009 na equipe da Renault, substituindo Nelsinho Piquet, que estava enfrentando dificuldades na equipe. Estreou no dia 23 de agosto de 2009, pilotando em Valência. Seu companheiro de equipe era o espanhol Fernando Alonso.

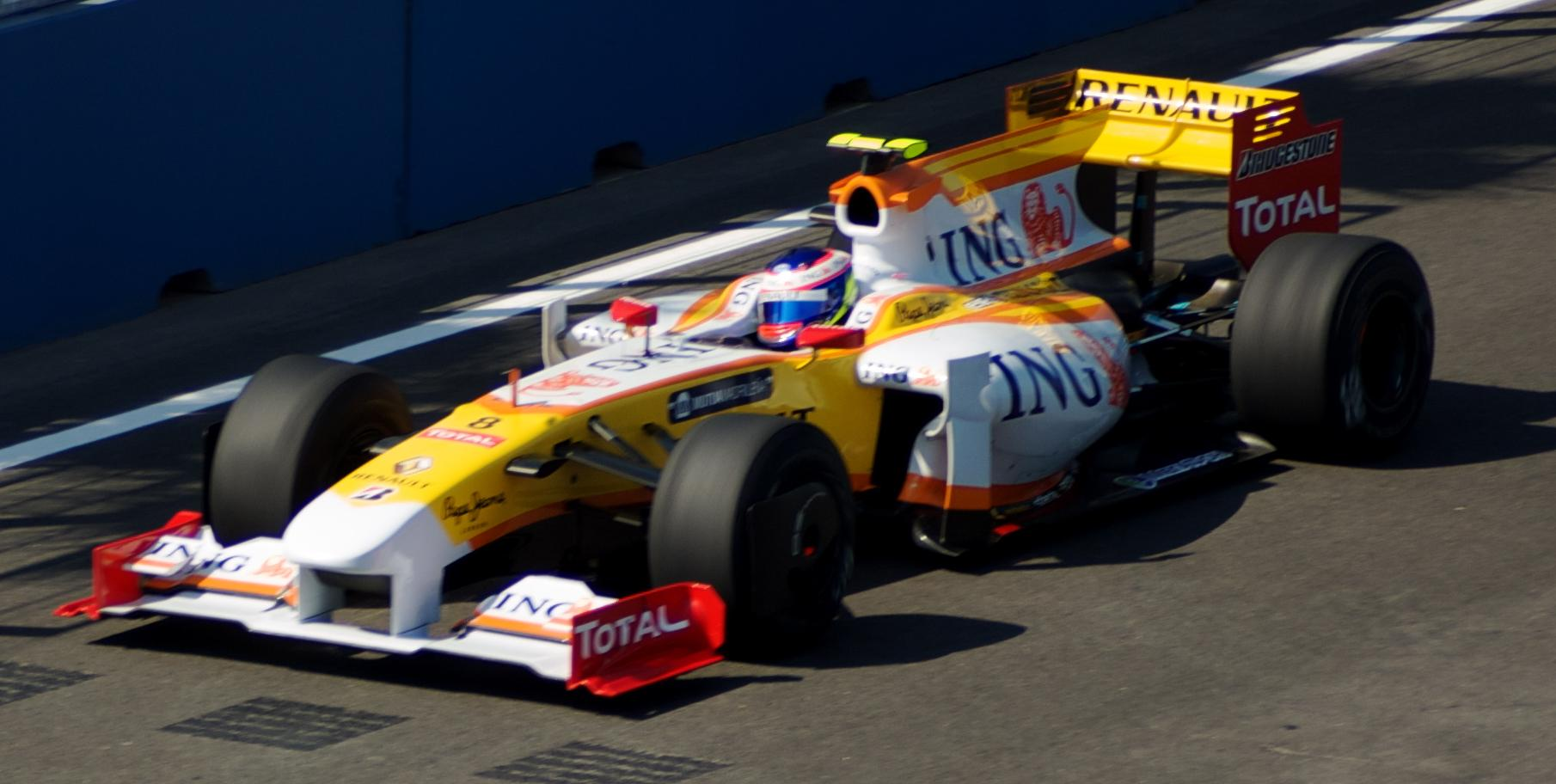
Grosjean em sua estreia na Fórmula 1 no Grande Prêmio da Europa de 2009 pela Renault.

Grosjean teve uma temporada de estreia desastrosa, não pontuando em nenhuma etapa. Seu melhor resultado foi um 13º lugar no Brasil, prova em que apenas catorze pilotos completaram. Grosjean foi o vigésimo terceiro e antepenúltimo colocado, ficando à frente apenas de Jaime Alguersuari e Luca Badoer.
Além de seu mau desempenho, seu empresário Flavio Briatore e a própria Renault estavam sendo perseguidos pelo escândalo do Singapuragate, denunciado por Piquet. Briatore, inclusive, chegou a ser banido da F1 na época, o que, na visão de Grosjean, o colocou como "parte da mobília que eles queriam remover". Com isso, Romain foi dispensado em 2010. Anos depois, admitiu que não estava realmente pronto para estrear na F1 naquela época.
No início de 2011, foi contratado novamente pela Lotus Renault como piloto de testes, porém, continuou a disputar a temporada da GP2.

### Grand Turismo
Após deixar a Fórmula 1, Grosjean se envolveu em corridas de carros esportivos. Em março de 2010, Grosjean garantiu uma vaga no campeonato inaugural do Mundial de GT1 da FIA, pilotando um Ford GT1 para a equipe Matech Competition ao lado do piloto alemão Thomas Mutsch. A dupla venceu a corrida de abertura do campeonato da temporada em Abu Dhabi e somou uma segunda vitória em Brno em maio para liderar a classificação após as três primeiras rodadas da temporada. Mas deixou a categoria após a rodada de Spa-Francorchamps, finalizando em 11º.

#### 24 Horas de Le Mans
Em junho de 2010, Grosjean fez sua estreia na famosa corrida de resistência 24 Horas de Le Mans, dividindo um Ford GT1 com Mutsch e Jonathan Hirschi. Depois de se classificarem em terceiro na classe LMGT1, eles foram forçados a se retirar da corrida após 171 voltas. Grosjean retornaria às 24 Horas de Le Mans em 2024. Correndo em um Lamborghini Iron Lynx com Matteo Cairoli e Andrea Caldarelli na classe Hypercar, o trio chegou em 13º tanto na classificação geral quanto na sua categoria.

### Auto GP
Em junho de 2010, Grosjean retornou aos monopostos, correndo pela equipe DAMS na terceira rodada da Auto GP em Spa-Francorchamps. Depois de dominar os treinos e conquistar a pole position, ele venceu a corrida principal antes de terminar em segundo, atrás de Carlos Iaconelli, no evento de sprint. Ao longo do fim de semana, Grosjean acumulou 18 pontos de um total de 19 disponíveis e levou um prêmio de 80 mil euros como o maior pontuador do evento. Ele venceu mais três corridas para levar o título em Monza, 16 pontos à frente do segundo colocado Edoardo Piscopo.

### Retorno à GP2
Em sua nova passagem pela GP2 em 2010, Grosjean correu pela DAMS a partir da sexta rodada em Hockenheim. Inicialmente substituindo Jérôme d'Ambrosio, Grosjean passou a ser companheiro deste após a saída de Ho-Pin Tung. Ele se envolveu em acidentes, com pelo menos dois deles repercutindo por envolver Pastor Maldonado, seu futuro companheiro da Lotus. Um foi na prova alemã, que provocou o abandono de ambos, e outro em Monza, que voltou a tirar o venezuelano da prova, mas acabou o coroando como o primeiro não-europeu campeão da GP2. Já Grosjean conseguiu dois pódios e finalizou o ano em 14º, com 14 pontos.

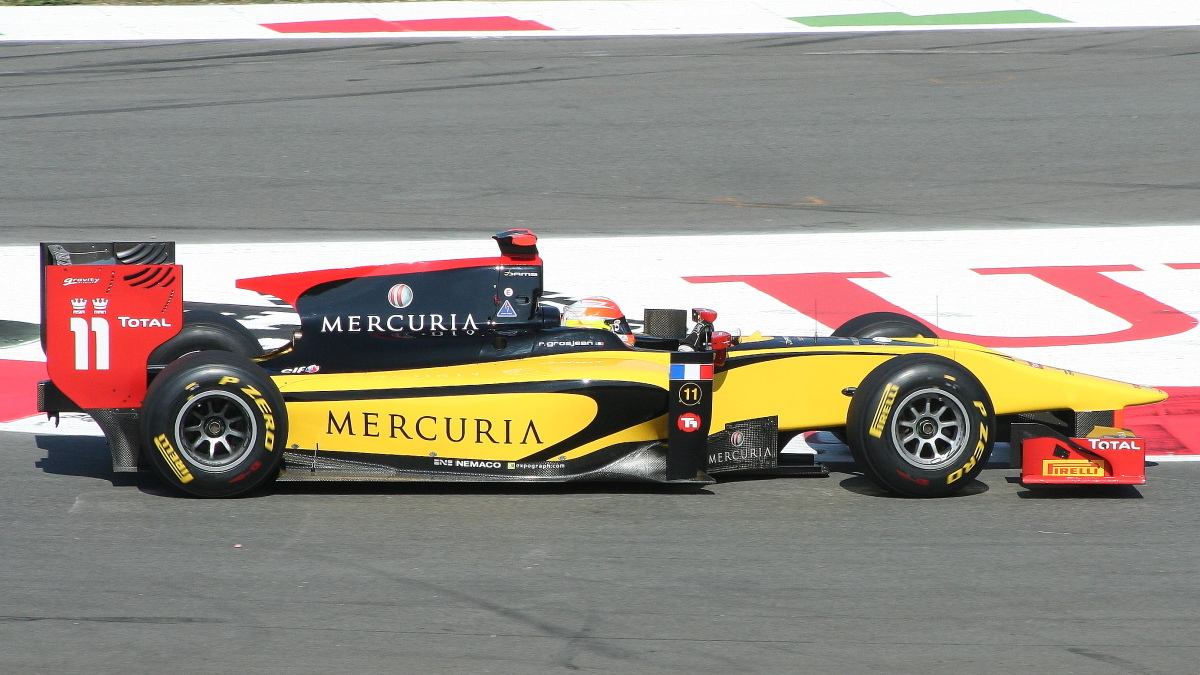
Grosjean na GP2 Series de 2011

No início de 2011, disputou novamente a GP2 Asia, sagrando-se campeão com uma vitória, um pódio e 24 pontos, seis a mais do que Jules Bianchi. Foi para seu quarto ano na GP2 em 2011, o segundo com a DAMS, tendo como companheiro Pål Varhaug.Com mais experiência, conseguiu vencer cinco vezes: a corrida de abertura em Istambul, a corrida 1 em Valência, a corrida 2 em Silverstone, a corrida 2 de Nürburgring e a corrida 1 em Hungaroring. No total, fez dez pódios e foi campeão com três rodadas de antecedência, ao fazer um pódio na corrida 1 em Spa-Francorchamps. Terminou o ano com 89 pontos, 35 à frente do vice Luca Filippi.

### Retorno à Fórmula 1

#### Lotus

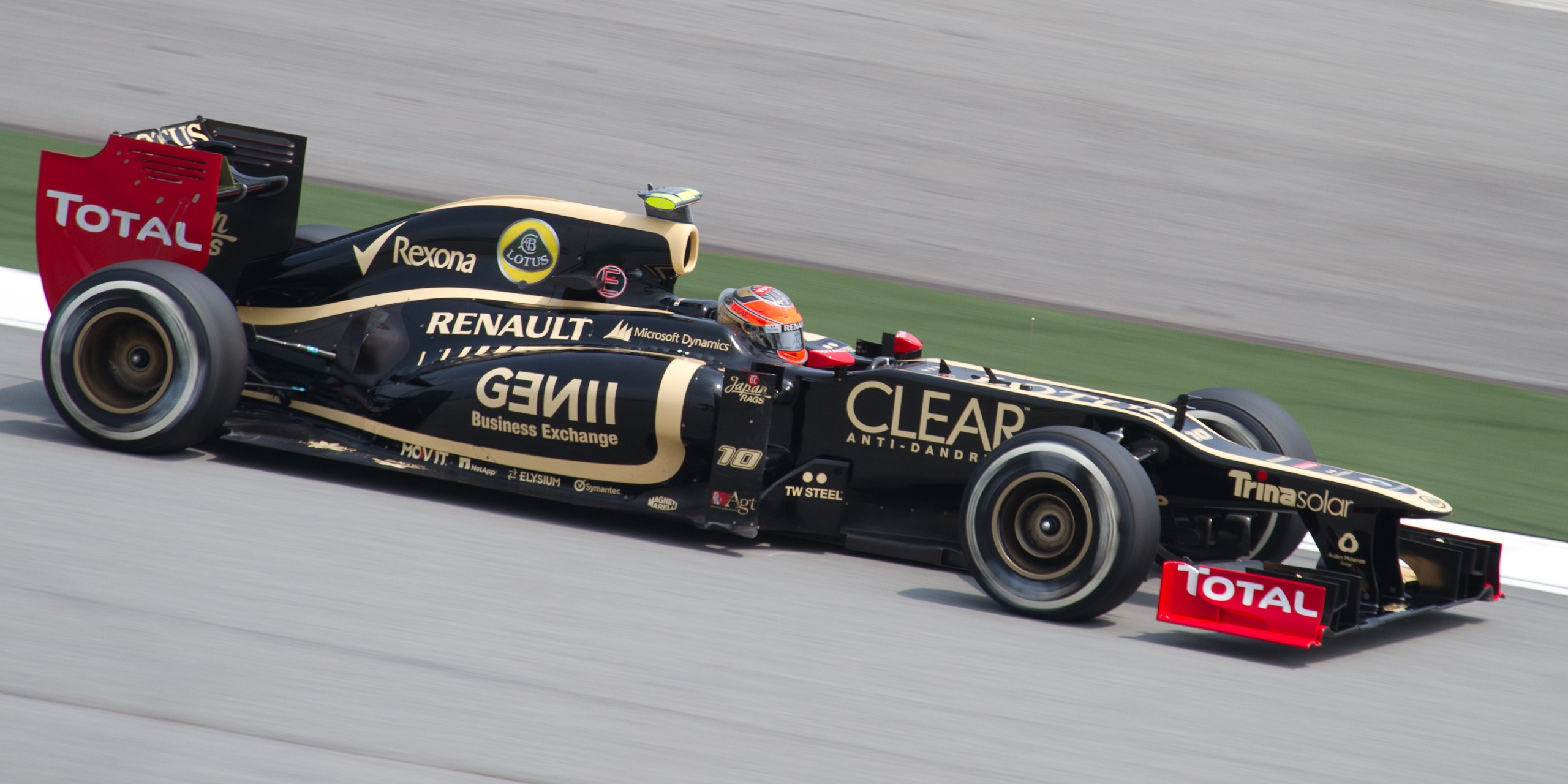
Grosjean durante os treinos livres do

Em 2012, foi anunciado que Grosjean seria promovido de piloto de testes à piloto principal da equipe Lotus, para pilotar ao lado do novo contratado Kimi Räikkönen. Curiosamente, Romain volta a Fórmula 1 também substituindo um brasileiro, desta vez Bruno Senna que migrou para a Williams. No Grande Prêmio da China, terceira corrida da temporada, marcou seus primeiros pontos na Fórmula 1 graças a um sexto lugar. Na etapa seguinte, no Grande Prêmio do Barém, Grosjean subiu ao pódio pela primeira vez, ao chegar em terceiro lugar.
No Grande Prêmio da Espanha ficou com o quarto lugar, marcando pela primeira vez na carreira a volta mais rápida de uma prova. No Grande Prêmio da Bélgica, Grosjean provocou um acidente incrível, batendo em Lewis Hamilton e depois passando o carro por cima de Fernando Alonso, tirando o espanhol e o britânico da prova. Por causa disso, levou uma suspensão de uma corrida. Grosjean terminou a temporada de 2012 em oitavo lugar.

Em 2013, Grosjean fez sua melhor temporada. No Grande Prêmio da Austrália conseguiu um decimo lugar, com seu companheiro Kimi Räikkönen em primeiro. Na quarta corrida no Grande Prêmio do Barém conseguiu subir ao pódio pela primeira vez na temporada. Grosjean conseguiu mais seis pódios nessa temporada, três deles de forma consecutiva e terminou em sétimo lugar, com 132 pontos, seu melhor resultado na carreira da F1.

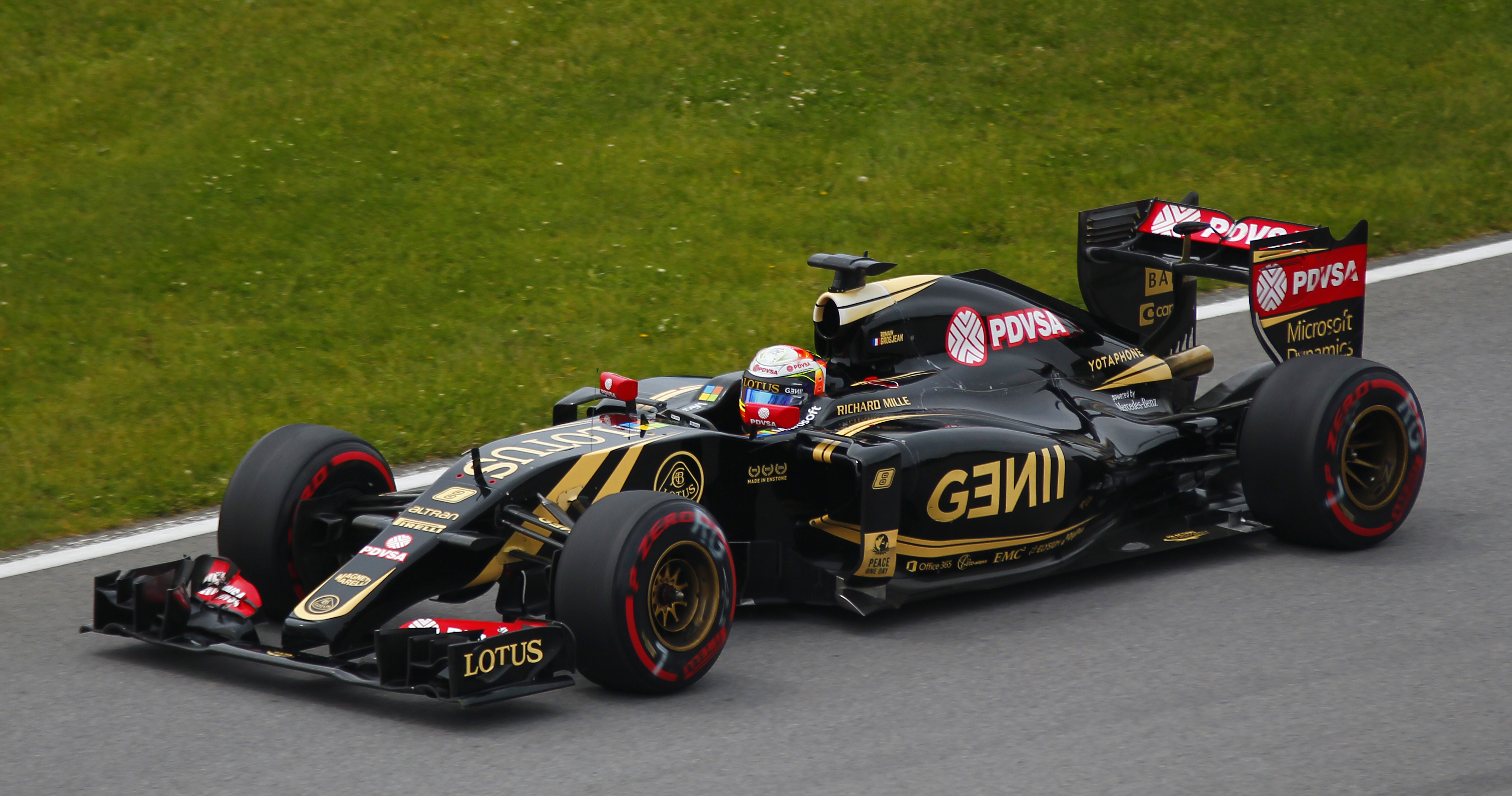
Grosjean correndo pela Lotus no Grande Prêmio do Canadá de 2015.

Em 2014, fez uma das suas piores temporadas graças ao carro nada competitivo da Lotus. Grosjean abandonou seis provas e conseguiu ficar no Top-10 apenas duas vezes, somando oito pontos e terminando em decimo quarto lugar. Mesmo assim, em 20 de novembro de 2014, renovou seu contrato com a Lotus por mais uma temporada.
Grosjean teve um desempenho melhor em 2015, pontuando em dez das dezenove provas, embora tenha abandonado mais cinco. No Grande Prêmio da Bélgica, Grosjean aproveitou-se do pneu estourado de Sebastian Vettel para conseguir seu primeiro pódio na temporada, o décimo na carreira. Grosjean terminou a temporada em decimo primeiro, com 51 pontos.

#### Haas
Foi contratado, em 29 de setembro de 2015, para guiar pela equipe Haas F1 Team que estrearia na categoria em 2016. Foi companheiro de Esteban Gutiérrez, que vinha da Sauber. Grosjean conseguiu um ótimo resultado no Grande Prêmio da Austrália, ao completar em sexto lugar na estreia da equipe Haas na Fórmula 1. No Grande Prêmio do Barém, segunda corrida desse mesmo ano, Grosjean terminou a corrida em quinto lugar, sendo este o melhor resultado da equipe Haas na Fórmula 1, até então.

Em 2017, a Haas dispensou Gutiérrez e contratou Kevin Magnussen para ser novo companheiro de Grosjean. O franco-suíço pontuou em mais provas, mas seguiu em uma temporada mediana, terminando em décimo terceiro, mesma posição do ano anterior, mas com 28 pontos, um a menos do que 2016.
2018 se iniciou da forma mais frustrante para Grosjean. No Grande Prêmio da Austrália, estava na quarta posição mas abandonou. No Grande Prêmio do Azerbaijão, Grosjean estava na zona de pontuação, mas conseguiu bater sozinho no carro de segurança, e na corrida seguinte na Espanha, Grosjean errou e provocou um acidente que tirou Nico Hulkenberg e Pierre Gasly da corrida. Ele ficou até o Grande Prêmio da França sem marcar um ponto. Na nona rodada na Áustria, Grosjean pontuou pela primeira vez com um quarto lugar, e daquela etapa pra frente, Grosjean reagiu, pontuando em mais seis corridas. Grosjean terminou a temporada em décimo quarto com trinta e sete pontos.

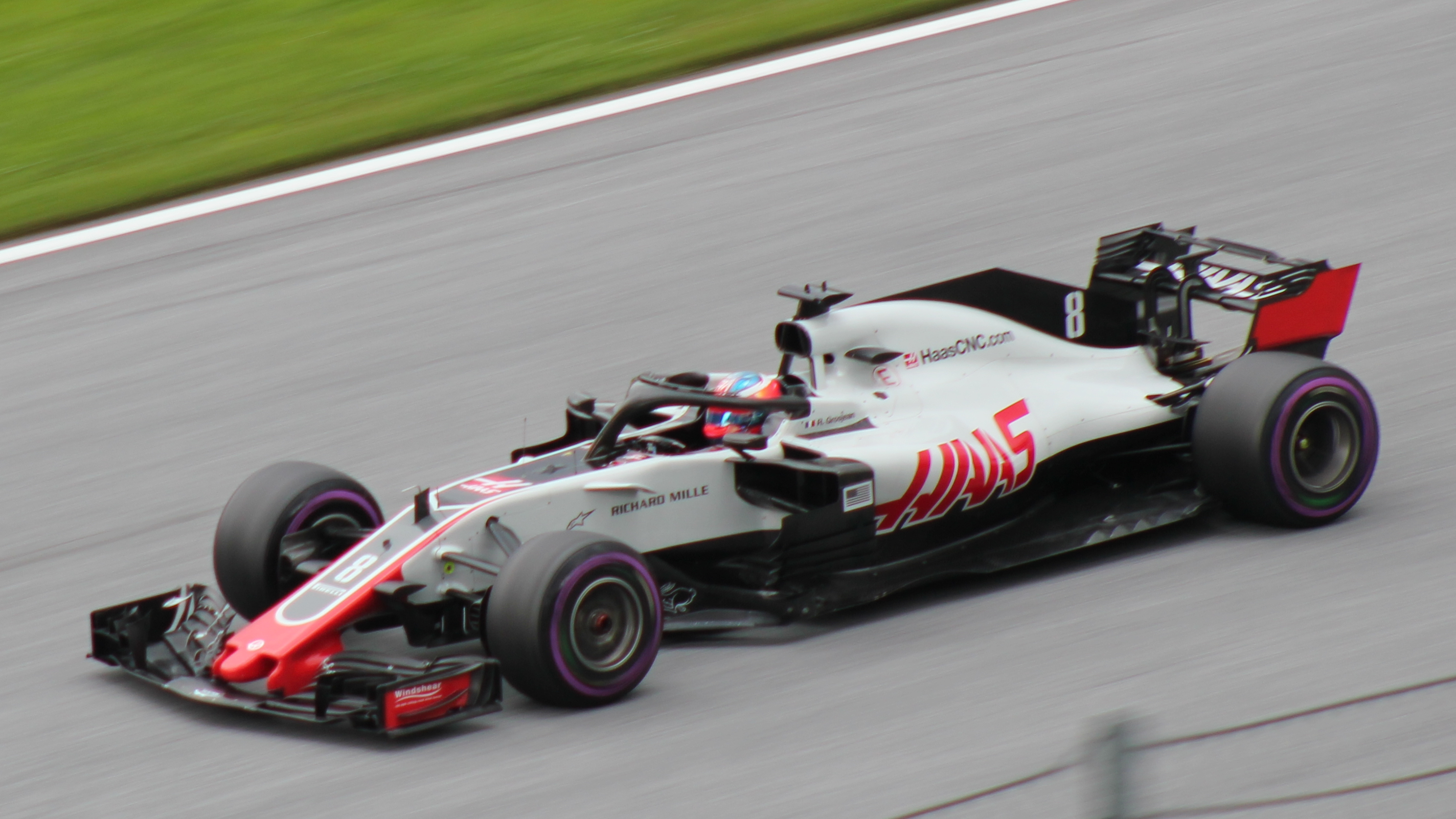
Grosjean correndo pela Haas no Grande Prêmio da Áustria de 2018.

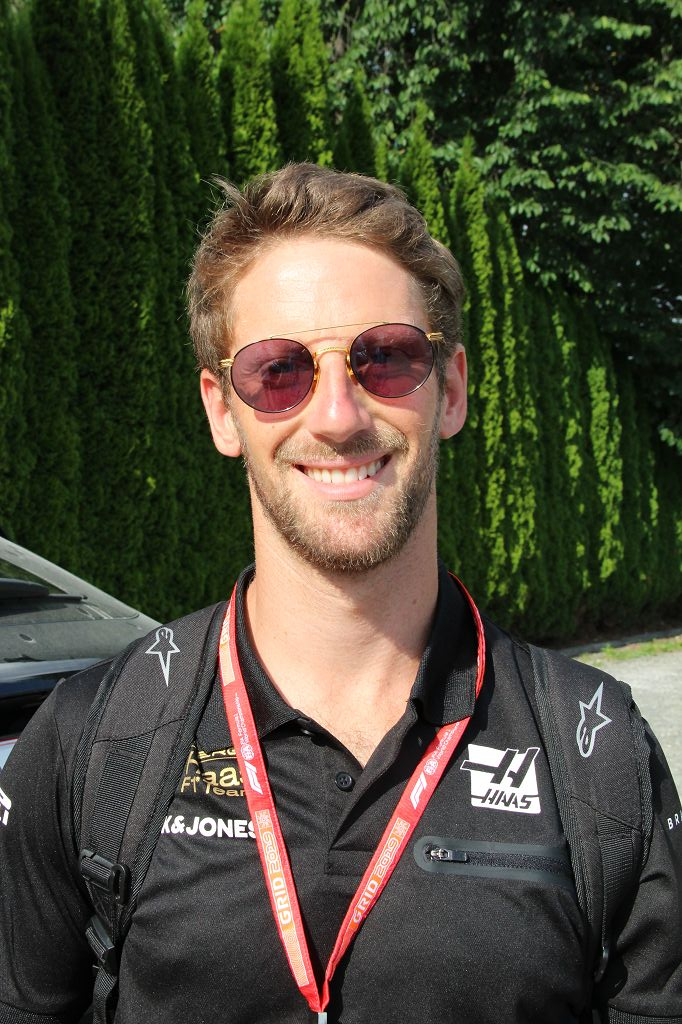
Grosjean em 2019

Em 2019, Grosjean abandonou 7 das 21 etapas, e só pontuou em três, com o sétimo lugar na Alemanha sendo seu melhor resultado. Ele foi o décimo oitavo colocado, com 8 pontos.

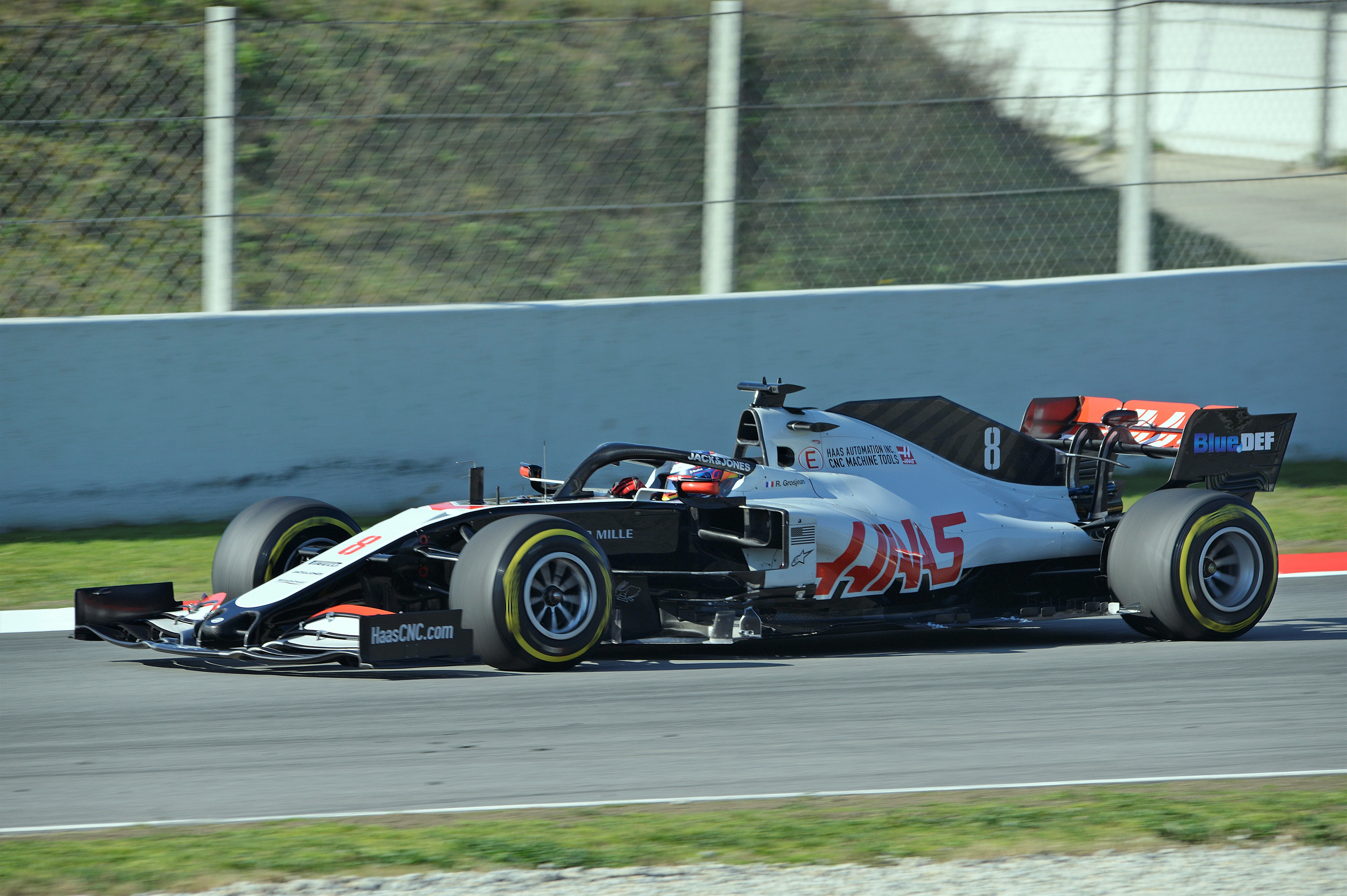
Grosjean durante os testes de pré-temporada em 2020

2020 marcou mais uma temporada difícil para Grosjean, que sofreu com as limitações do carro da Haas. Ele só conseguiu pontuar em Eifel, com um nono lugar. Em 22 de outubro de 2020, a Haas anunciou que Grosjean deixaria a equipe no final da temporada de 2020. Um mês depois, em 29 de novembro de 2020, Grosjean sobreviveu a um terrível acidente no Grande Prêmio do Barém. Ainda na primeira volta, Grosjean perdeu o controle de seu carro após tocar na AlphaTauri de Daniil Kvyat, vindo então a se chocar contra o guard rail. Com o impacto, o carro partiu ao meio e pegou fogo. Apesar da gravidade do acidente, Grosjean conseguiu sair sozinho da Haas em meio as chamas, e sofreu apenas pequenas queimaduras nas mãos e nos tornozelos. Posteriormente, Grosjean disse que se viu "em paz" consigo mesmo, chegando até a aceitar a ideia de que morreria naquele acidente, mas que mudou de ideia ao pensar nos filhos, e reconheceu que sua vida foi salva pelo halo, item de segurança que ele criticou e se mostrou contrário no passado. Com isso, Grosjean não disputou as duas últimas corridas da temporada, com ele sendo substituído por um brasileiro, Pietro Fittipaldi.

### IndyCar

#### Dale Coyne

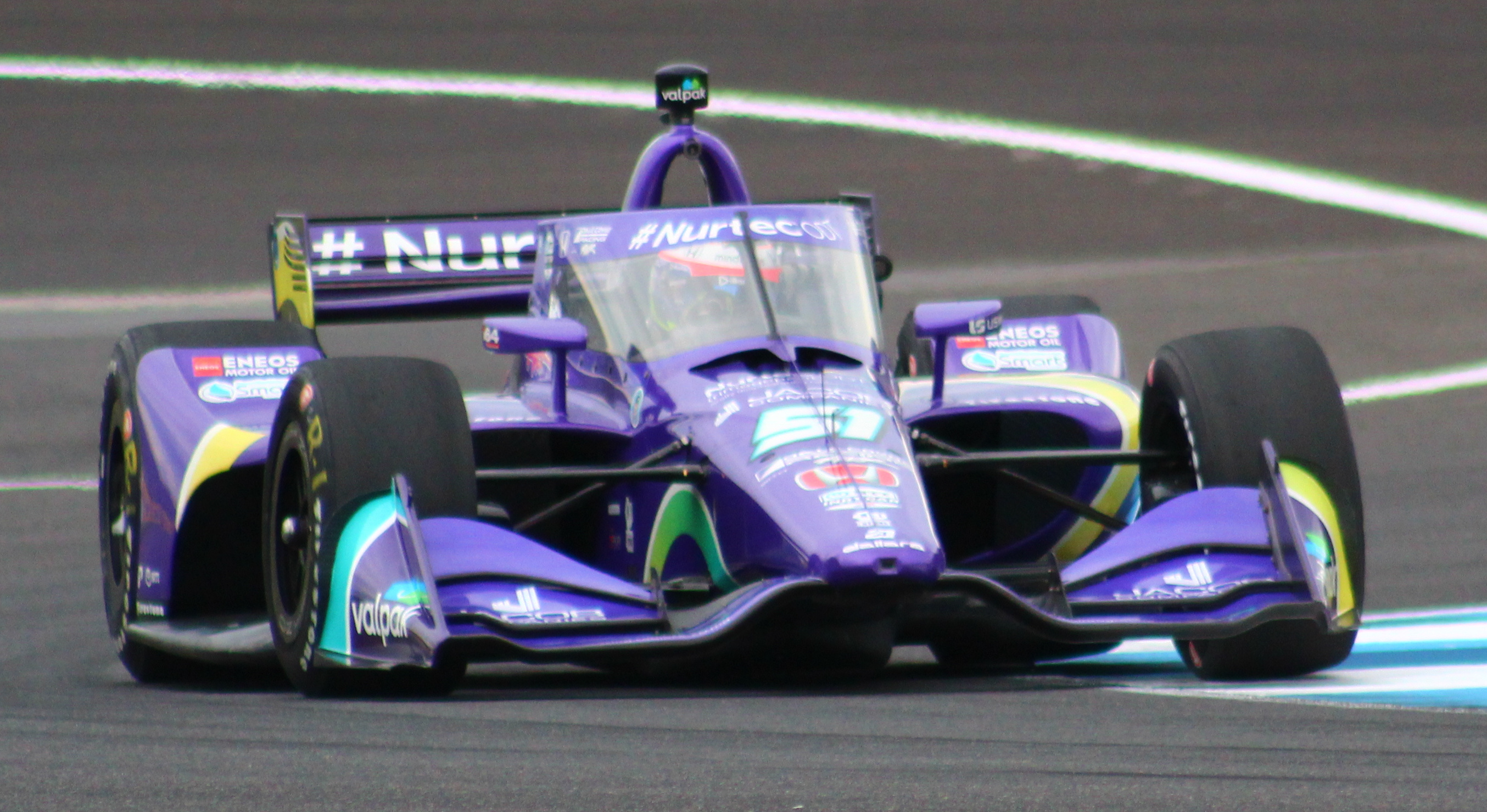
Grosjean guiando o carro nº 51 da Dale Coyne em 2021

Após deixar a F1, Grosjean decidiu correr na IndyCar Series em 2021, assinando com a Dale Coyne Racing para participar apenas das provas realizadas em autódromos e circuitos de rua, excluindo os ovais, como as 500 Milhas de Indianápolis, sendo substituído por Pietro Fittipaldi nessas provas. Fez sua primeira pole em Indianápolis, prova na qual também fez seu primeiro pódio, terminando em segundo. Repetiu a posição na segunda corrida em Indianápolis e ainda ficou em terceiro na prova de Laguna Seca. Seus bons desempenhos o fizeram se arriscar também nos ovais, correndo em Gateway e sendo o 14º. Com isso, finalizou o ano em 15º, com 272 pontos.

#### Andretti
Em 2022, Grosjean foi para a Andretti Autosport, correndo no lugar de Ryan Hunter-Reay. Dessa vez, ele fez a temporada completa, incluindo as 500 Milhas de Indianápolis. Fez seu primeiro pódio em Long Beach, chegando a brigar pela vitória com Josef Newgarden até um acidente com Takuma Sato antecipar o fim da prova. Ao todo, esteve três vezes no Top-5, sete vezes no Top-10 e só não terminou três corridas, uma delas sendo justamente a Indy 500. Grosjean finalizou o ano na 13ª posição, com 328 pontos.

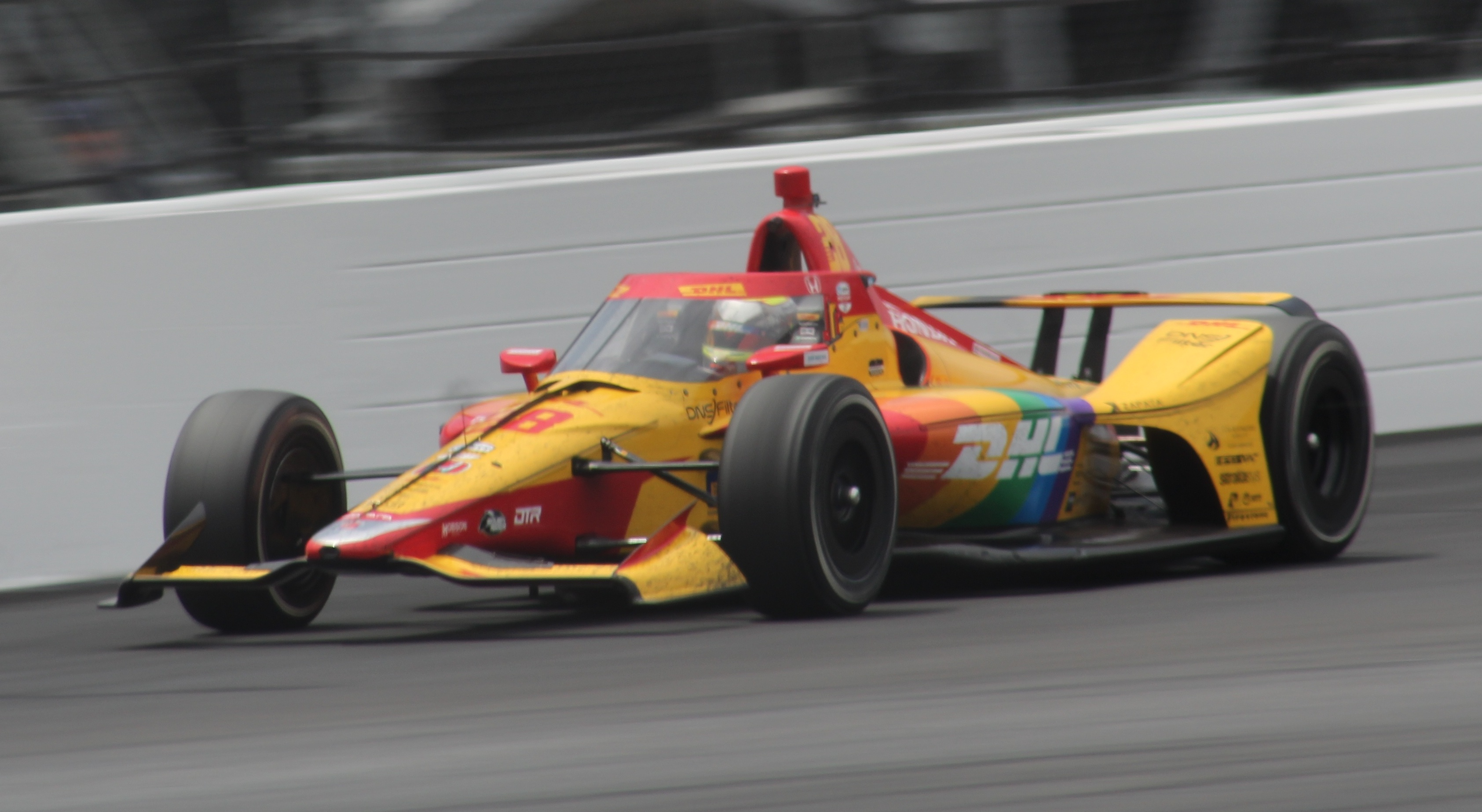
Grosjean nas 500 Milhas de Indianápolis de 2023

Grosjean seguiu correndo pela Andretti Global em 2023, onde novamente terminou em 13º na classificação, com segundos lugares consecutivos em Long Beach e Barber Motorsports Park como seus melhores resultados, tendo apenas mais um Top-10 em Nashville. Teve várias colisões, incluindo na edição da Indy 500 daquele ano. Ao final da temporada, se viu fora da Andretti, que contratou o sueco ex-F1 Marcus Ericsson para seu lugar. Após sua demissão da Andretti, Grosjean entrou com um processo alegando proteção de direitos, visto que ele esperava seguir na Andretti por mais temporadas.

#### Juncos Hollinger
Em 2024, sua quarta temporada na Indy, Grosjean se juntou à Juncos Hollinger Racing como substituto do britânico Callum Ilott e novo companheiro de equipe do piloto argentino Agustín Canapino. Viu seu companheiro ser suspenso e depois dispensado após a polêmica envolvendo Théo Pourchaire. Seu melhor resultado foi um quarto lugar em Laguna Seca. Nas 500 Milhas de Indianápolis, Grosjean terminou em 19º. No final da temporada, a JHR o dispensou, preferindo colocar Sting Ray Robb e Conor Daly para formar a dupla da equipe para 2025.

## Resultados

### Formula 1
Legenda: (Corridas em negrito indicam pole position); (Corridas em itálico indicam volta mais rápida)
| Ano  | Equipe                   | Chassi           | Motor                           | 1       | 2       | 3      | 4       | 5       | 6       | 7       | 8       | 9       | 10      | 11      | 12      | 13      | 14      | 15      | 16      | 17      | 18      | 19      | 20      | 21     | Class. | Pts. |
| ---- | ------------------------ | ---------------- | ------------------------------- | ------- | ------- | ------ | ------- | ------- | ------- | ------- | ------- | ------- | ------- | ------- | ------- | ------- | ------- | ------- | ------- | ------- | ------- | ------- | ------- | ------ | ------ | ---- |
| 2009 | ING Renault F1 Team      | Renault R29      | Renault RS27-2009 2.4 V8        | AUS     | MAL     | CHN    | BAR     | ESP     | MON     | TUR     | GBR     | ALE     | HUN     | EUR 15  | BEL Ret | ITA 15  | SIN Ret | JAP 16  | BRA 13  | ABU 18  |         |         |         |        | 23º    | 0    |
| 2011 | Lotus Renault GP         | Renault R31      | Renault RS27-2011 2.4 V8        | AUS     | MAL     | CHN    | TUR     | ESP     | MON     | CAN     | EUR     | GBR     | ALE     | HUN     | BEL     | ITA     | SIN     | JAP     | COR     | IND     | ABU TD  | BRA TD  |         |        | –      | –    |
| 2012 | Lotus F1 Team            | Lotus E20        | Renault RS27-2012 2.4 V8        | AUS Ret | MAL Ret | CHN 6  | BAR 3   | ESP 4   | MON Ret | CAN 2   | EUR Ret | GBR 6   | ALE 18  | HUN 3   | BEL Ret | ITA Ex  | SIN 7   | JAP 19  | COR 7   | IND 9   | ABU Ret | EUA 7   | BRA Ret |        | 8º     | 96   |
| 2013 | Lotus F1 Team            | Lotus E21        | Renault RS27-2012 2.4 V8        | AUS 10  | MAL 6   | CHN 9  | BAR 3   | ESP Ret | MON Ret | CAN 13  | GBR 19  | ALE 3   | HUN 6   | BEL 8   | ITA 8   | SIN Ret | JAP 3   | COR 3   | IND 3   | ABU 4   | EUA 2   | BRA Ret |         |        | 7º     | 132  |
| 2014 | Lotus F1 Team            | Lotus E22        | Renault Energy F1-2014 1.6 V6 t | AUS Ret | MAL 11  | BAR 12 | CHN Ret | ESP 8   | MON 8   | CAN Ret | AUT 14  | GBR 12  | ALE Ret | HUN Ret | BEL Ret | ITA 16  | SIN 13  | JAP 15  | RUS 17  | EUA 11  | BRA 17† | EAU 13  |         |        | 14º    | 8    |
| 2015 | Lotus F1 Team            | Lotus E23 Hybrid | Mercedes PU106B Hybrid 1.6 V6 t | AUS Ret | MAL 11  | CHN 7  | BAR 7   | ESP 8   | MON 12  | CAN 10  | AUT Ret | GBR Ret | HUN 7   | BEL 3   | ITA Ret | SIN 13† | JAP 7   | RUS Ret | EUA Ret | MEX 10  | BRA 8   | ABU 9   |         |        | 11º    | 51   |
| 2016 | Haas F1 Team             | Haas VF-16       | Ferrari 061 1.6 V6 t            | AUS 6   | BAR 5   | CHN 19 | RUS 8   | ESP Ret | MON 13  | CAN 14  | EUR 13  | AUT 7   | GBR Ret | HUN 14  | ALE 13  | BEL 13  | ITA 11  | SIN NL  | MAL Ret | JAP 11  | EUA 10  | MEX 20  | BRA NL  | ABU 11 | 13º    | 29   |
| 2017 | Haas F1 Team             | Haas VF-17       | Ferrari 062 1.6 V6 t            | AUS Ret | CHN 11  | BAR 8  | RUS Ret | ESP 10  | MON 8   | CAN 10  | AZE 13  | AUT 6   | GBR 13  | HUN Ret | BEL 7   | ITA 15  | SIN 9   | MAL 13  | JAP 9   | EUA 14  | MEX 15  | BRA 15  | ABU 11  |        | 13º    | 28   |
| 2018 | Haas F1 Team             | Haas VF-18       | Ferrari 062 EVO 1.6 V6 t        | AUS Ret | BAR 13  | CHN 17 | AZE Ret | ESP Ret | MON 15  | CAN 12  | FRA 11  | AUT 4   | GBR Ret | ALE 6   | HUN 10  | BEL 7   | ITA DSQ | SIN 15  | RUS 11  | JAP 8   | EUA Ret | MEX 16  | BRA 8   | ABU 8  | 14º    | 37   |
| 2019 | Rich Energy Haas F1 Team | Haas VF-19       | Ferrari 064 1.6 V6 t            | AUS Ret | BAR Ret | CHN 11 | AZE Ret | ESP 10  | MON 10  | CAN 14  | FRA Ret | AUT 16  | GBR Ret | ALE 7   | HUN Ret | BEL 13  | ITA 16  | SIN 11  | RUS Ret | JAP 13  | MEX 17  | EUA 15  | BRA 13  | EAU 15 | 18     | 8    |
| 2020 | Haas F1 Team             | Haas VF-20       | Ferrari 065 1.6 V6              | AUT Ret | EST 13  | HUN 16 | GBR 16  | 70 16   | ESP 19  | BEL 15  | ITA 12  | TOS 12  | RUS 17  | EIF 9   | POR 17  | EMI 14  | TUR Ret | BAR Ret | SKR Les | ABU Les |         |         |         |        | 19°    | 2    |

Nota
† – O piloto não terminou a prova, mas foi classificado pois completou 90% da corrida.

### Resultados nas 500 Milhas de Indianápolis
Legenda: (Corridas em negrito indicam pole position); (Corridas em itálico indicam volta mais rápida)
| Ano  | Chassis | Motor | Início | Término | Equipe             |
| ---- | ------- | ----- | ------ | ------- | ------------------ |
| 2022 | Dallara | Honda | 9      | 31      | Andretti Autosport |
| 2023 | Dallara | Honda | 19     | 30      | Andretti Autosport |